# Liste der Kulturdenkmäler in Reudelsterz
In der Liste der Kulturdenkmäler in Reudelsterz sind alle Kulturdenkmäler der rheinland-pfälzischen Ortsgemeinde Reudelsterz aufgeführt. Grundlage ist die Denkmalliste des Landes Rheinland-Pfalz (Stand: 27. Oktober 2023).

## Einzeldenkmäler
| Bezeichnung                          | Lage                             | Baujahr | Beschreibung                                                           | Bild                                    |
| ------------------------------------ | -------------------------------- | ------- | ---------------------------------------------------------------------- | --------------------------------------- |
| Katholische St.-Bartholomäus-Kapelle | Hauptstraße Lage                 | 1758    | barocker Saalbau, bezeichnet 1758, Verlängerung kurz vor 1764 und 1836 | weitere Bilder Fotos hochladen          |
| Wegekreuz                            | Hauptstraße, vor der Kirche Lage | 1639    | Wegekreuz, Nischentyp, bezeichnet 1639                                 | Fotos hochladen                         |
| Wohnhaus                             | Hauptstraße 4 Lage               |         | eingeschossiges Fachwerkhaus mit Drempel                               | BW                                      |
| Wegekreuz                            | Monrealer Weg, bei Nr. 3 Lage    | 1840    | Wegekreuz, bezeichnet 1840                                             | BW                                      |
| Wegekreuz                            | nördlich des Ortes               | 1750    | Wegekreuz, bezeichnet 1750; Grabkreuz, 1826                            | Direkt Bild zu diesem Denkmal hochladen |
| Wegekreuz                            | südlich des Ortes                | 1810    | Wegekreuz, bezeichnet 1810                                             | Direkt Bild zu diesem Denkmal hochladen |